# 十五巧板
益智圖，又稱十五巧板，是一種類似七巧板的智力游戏，由十五塊板組成。益智圖的板块数量较多，且其中六块包含弧形，因此在拼图时更加灵活、生动。

## 歷史

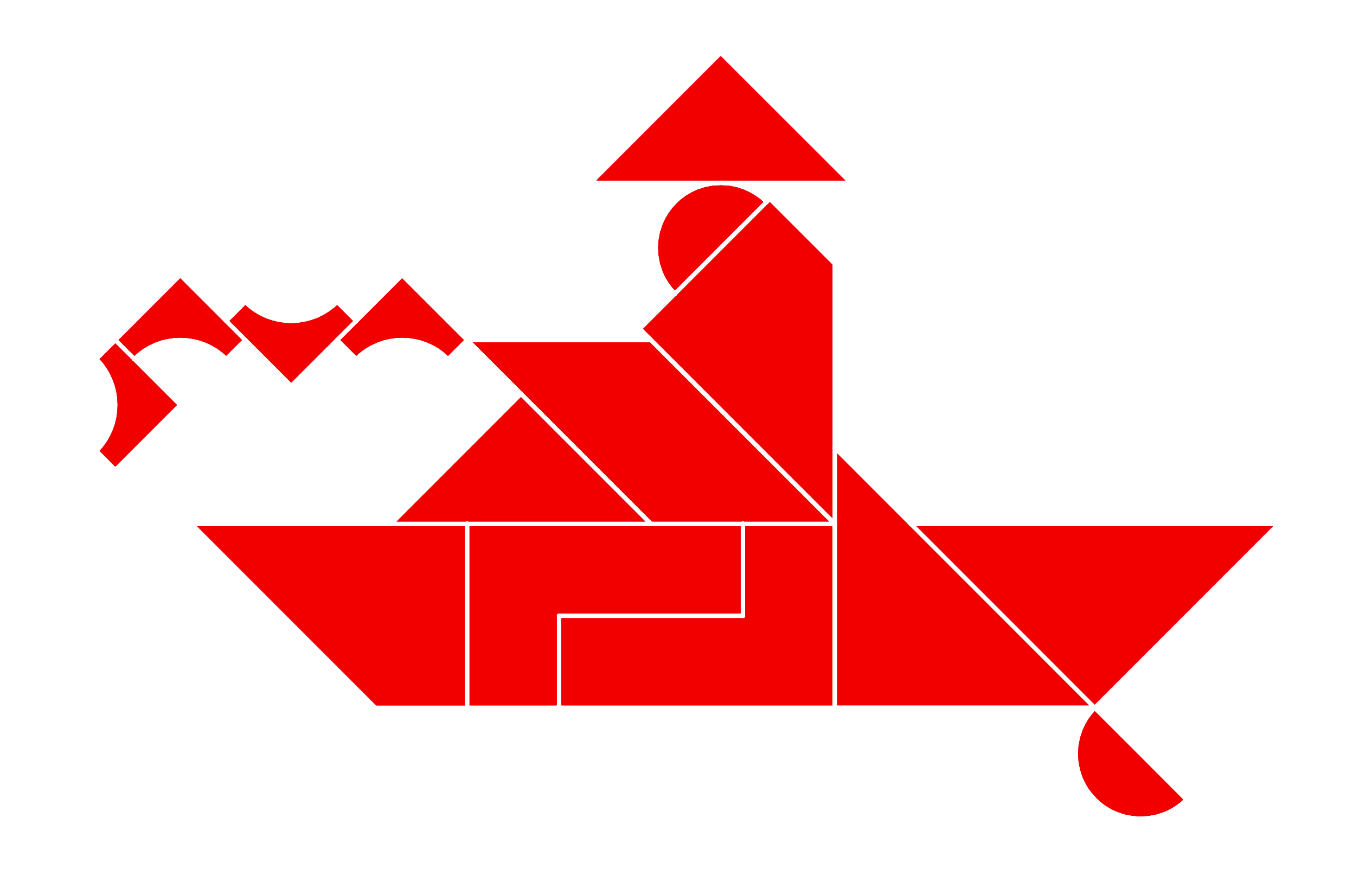
孤舟蓑笠翁，独钓寒江雪

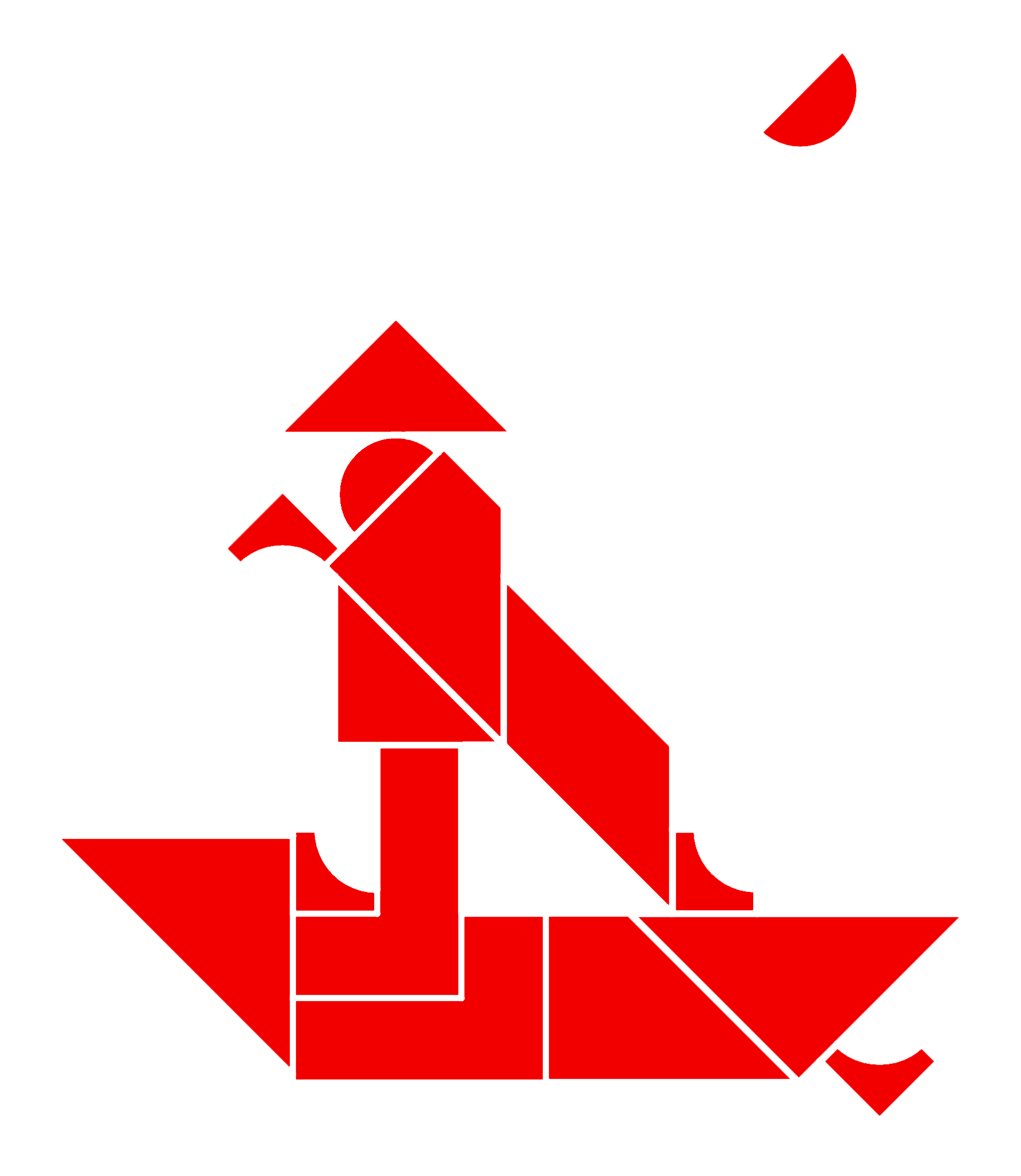
乔治·华盛顿夜渡特拉华河

由清朝浙江省德清知縣童叶庚在同治年間所發明，能拼出草木、花果、鳥獸、魚蟲、文字等圖案，並出版收錄全家創作圖案的《益智圖》、《益智續圖》、《益智燕几圖》、《益智圖千字文》以推廣此玩具。推出後蔚為風潮，恭親王奕訢、末代皇帝溥儀都收藏此玩具。民國初年，上海商務印書館又將《益智圖》、《益智續圖》、《益智燕几圖》、《益智圖千字文》合為一套六冊重印，搭配十五巧板銷售，再版多次持續到1933年。
鲁迅、周作人兄弟也購買此戲，不過後者認為此遊戲太過细巧。

## 外部連結
- 十五巧板 | 益智圖 | 中國古代益智遊戲（页面存档备份，存于）
- 益智圖（页面存档备份，存于）